# Шанхайська кухня

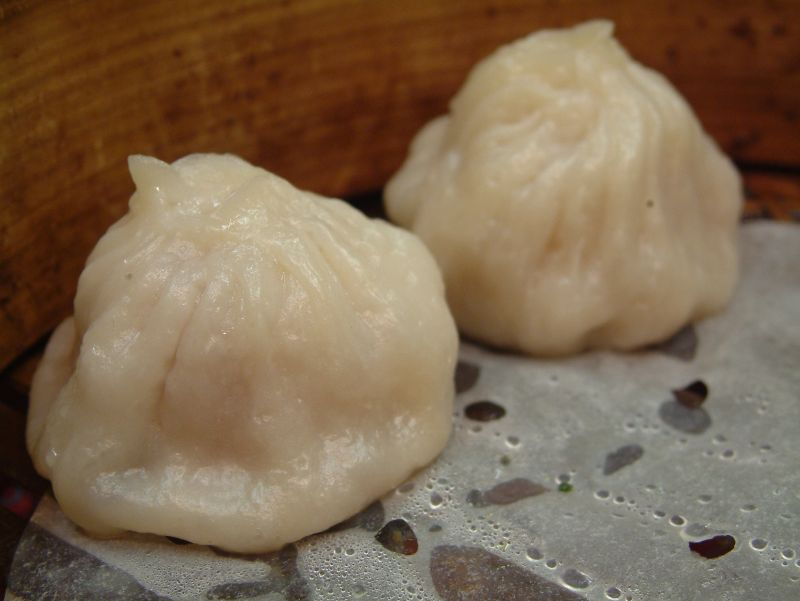
Баоцзи

Шанхайська кухня — різновид китайської кухні, поширена в Шанхаї.

## Основи кухні
Споконвічно шанхайської кухні не існує. Майже всі кулінарні традиції були запозичені із сусідніх провінцій Цзянсу та Чжецзян. Але саме в Шанхаї ці традиції з'єдналися та утворили шанхайську кухню, основу якої становить вживання алкоголю, масла, спецій та морепродуктів (риба, краби, вугри), приготованих на пару або в сирому вигляді. Також широко популярно солоне м'ясо, консервовані овочі та солодкі страви, серед яких особливою популярністю користуються ті, у складі яких є соєвий соус. У Шанхаї популярний «червоний спосіб приготування їжі», що полягає в тому, що в страви додають багато спецій, завдяки чому вона набуває бурого кольору. Шанхайські кулінари вважають за краще використовувати в приготуванні свинину, а не будь-яке інше м'ясо. Свинину часто додають в пельмені.

## Делікатеси
- Червона свинина зі спеціями.
- Баоцзи - м'які булочки з рисового борошна з начинкою. Баоцзи готують на пару в кошиках з бамбука. Часто це робиться прямо на вулиці. Начинка баоцзи буває м'ясною, овочевою та солодкою соєвою пастою.
- Смердючий тофу - різновид тофу, що відрізняється сильним запахом. Готують на вулиці.
- Китайський мохнаторукий краб - найвідоміший делікатес місцевої кухні, часто вживають з вином.
- Різновид китайського хліба. Довгі та просмажені шматки тіста. Цей хліб місцеві мешканці їдять на сніданок разом з рисовою кашею або соєвим молоком.
- Фунчоза робиться з рисового або бобового борошна. Локшину подають в супі або окремо (з грибами або м'ясом).
- «Столітні яйця» вживають як закуску до основної страви.
- Суп хуньтунь з локшиною.
- Китайські новорічні кекси з клейкого рису з капустою або свининою. Вживання під новий рік цих кексів, шанхайці вважають доброю прикметою.